# Robert Köck
Robert Köck (* 19. Juli 1924 in Fulda; † 1. Januar 2016 in Mainz) war ein deutscher Künstler und Kunsterzieher. Bis zum Jahr 1968 war er unter dem Namen Pater Bonifatius Köck Benediktinermönch der Benediktinerabtei St. Mauritius (Tholey).

## Leben und Werk
Robert Köck absolvierte von 1954 bis 1956 eine Ausbildung an der Landeskunstschule Mainz, die 1945 gegründet und mit der Staatsbauschule verbunden worden war. Im Jahr 1956 machte er ein Praktikum bei der Firma Derix Glasstudios in Wiesbaden. Köck schied im Jahr 1968 aus der Benediktinerabtei Tholey aus, heiratete und arbeitete als freischaffender Künstler sowie Kunsterzieher und katholischer Religionslehrer am Bischöflichen Willigis-Gymnasium in Mainz. Er trat am 1. August 1969 in den Schuldienst des Bistums Mainz ein, aus dem er am 30. September 1987 ausschied. Robert Köck war mit Anita Köck (geb. Malotki von Trzebiatowski) verheiratet und hatte einen Sohn und eine Tochter.

## Werke (Auswahl)
- 1958: Tholey, Schaumberg, Kapelle „Sieben Schmerzen unserer lieben Frau von Afrika“
- 1958–1960: Tholey, Fenster in der Abteikirche St. Mauritius, alle Fenster
- 1964: Wallerfangen, Fenster in der katholischen Pfarrkirche St. Katharina und St. Barbara, alle Fenster
- 1967: Köln, Evangelische Martinskirche, Entwurf aller Fenster, Ausführung Firma Derix/Rottweil
- 1969: Gisingen, Fenster in der katholischen Pfarrkirche St. Andreas, alle Fenster
- 1972–1975: Hasborn-Dautweiler, Katholische Pfarrkirche St. Bartholomäus, Fenster (Schöpfungsfenster) über dem Portal im Altbau und alle Fenster im Neubau
- Neunkirchen-Heinitz, katholische Pfarrkirche St. Pius X., Fensterzonen und Glaswand in der Werktagskirche
- 1960/1961: Renovierung Mayen, Heilig-Geist-Kapelle, alle Fenster
- 1964–1968: Villingen im Schwarzwald, Kirche St. Konrad, Mitarbeit beim Neubau
- 1961/1962: Eschenz/Thurgau (Schweiz), Romanische Kapelle St. Otmar im Werd, Fenster hinter dem Altar
- 1962: Irrel, Rheinland-Pfalz, Pfarrkirche St. Ambrosius, Fenster
- 1966/1967: Villingen, kath. Kirche St. Konrad (Innenausbau), künstlerische Entwürfe und Arbeiten, Gestaltung der liturgischen Orte
- Fulda, kath. Kirche St. Elisabeth, Fensterband in der Kirche und Betonverglasung der vorgelagerten Taufkapelle
- Hünfeld/Hessen, kath. Kirche St. Ulrich (1961–1963 erbaut), alle Fenster
- Steinau b. Fulda, kath. Pfarrkirche, alle Fenster
- 1963: Bensheim/Bergstraße, kath. Kirche St. Georg (1950/1953 Wiederaufbau), Gestaltung des Chorraumes und fünf Fenster in der Apsis
- Bensheim/Bergstraße, Aussegnungshalle im Waldfriedhof, alle Fenster
- Heppenheim/Bergstr., kath. Kirche „Erscheinung des Herrn“ (1958–1960 erbaut), alle Fenster
- Münster i.W., kath. Kirche St. Margareta, alle Fenster
- 1971: Hasborn-Dautweiler, St. Bartholomäus: Fenster des Erweiterungsbaus
- 1978: Erfurt, kath. Kirche St. Georg (1976/1977 Altarweihe), Fensterband
- Ludwigshafen-Gartenstadt, Schwesternkirche des Marienkrankenhauses, Glaswände
- Malschenberg/Kraichgau, kath. Kirche St. Wolfgang (1979–1982, 1983 Weihe), Glaswand beim Altar
- Mainz, Kapelle des St. Vincenz- und Elisabeth-Krankenhauses (1950 Baubeginn), Gesamtgestaltung
- 1989/1990: Mainz, Ev. Emmauskirche, künstlerische Gestaltung
- Freiburg im Breisgau, Kath. Kirche St. Konrad (1950er Jahre Wiederaufbau, 1965/66, 1993–95 Renovierungen), Neuordnung des Altarbereiches und begehbares Labyrinth im ehemaligen Chorraum, (1995 Labyrinth)
- Trier, Basilika St. Matthias, Fenster in der Sakramentskapelle
- Groß-Rohrheim, kath. Kirche Hl. Theresia vom Kind Jesu (Weihe 1996), Fenster und Wandkreuz